# 그라비아 아이돌 목록
그라비아 아이돌 목록은 일본의 주요 그라비아 아이돌, 혹은 일정 기간 그라비아 아이돌로 활동한 탤런트를 태어난 연대별로 분류한 목록이다. 이 목록에 포함되지 않은 그라비아 아이돌은 그라비아 아이돌 카테고리를 참조할 것.

## 1950년대 이전 출생
- 모리시타 아이코
- 미사코 타나카
- 미즈사와 아키
- 미야자키 요시코
- 바이쇼 미츠코
- 아그네스 럼

- 야마구치 모모에
- 아사다 나미
- 이시카와 히토미
- 카나코 히구치
- 카라스마 세츠코
- 코야나기 루미코

- 쿠미코 아키요시
- 하라다 미에코

## 1960년대 출생
- 나카모리 아키나
- 사이토 유키
- 사카이 이즈미
- 아소 유미
- 오기노메 요코
- 오카다 유키코

- 이시다 유리코
- 이시카와 히데미
- 이이지마 나오코
- 이토 카즈에
- 카와시마 나오미
- 코이즈미 쿄코

- 키시모토 카요코

## 1970년대 출생
- 미야자와 리에
- 비비안 수
- 사다 마유미
- 사쿠라이 사치코
- 시시도 루미
- 이나모리 이즈미

- 오키나 메구미
- 칸노 미호
- 하마사키 아유미
- 호시노 아키
- 히라타 미사토
- 타카오카 사키

- 토모사카 리에

## 1980년대 출생
- 나가사와 나오
- 다나카 레나
- 마나베 카오리
- 마키 요코
- 미나미 아키나
- 미사키 아야메
- 사사키 노조미
- 사와지리 에리카
- 사토 에리코
- 스기모토 유미

- 스에나가 하루카
- 시라토리 유리코
- 야마다 나나
- 아야세 하루카
- 아이
- 야시로 미나세
- 오구라 유코
- 우에하라 미유
- 이이다 카오리
- 코이즈미 마야

- 쿠라시나 카나
- 하라 미키에
- 하마다 쇼코
- 후카다 쿄코

## 1990년대 이후 출생
- 고리키 아야메
- 고이케 유이
- 다레노가레 아케미
- 마노 에리나
- 마에다 아츠코
- 바바 후미카
- 시노자키 아이
- 사야시 리호

- 아마키 쥰
- 아이자와 리나
- 오노 노노카
- 오카모토 레이
- 이리에 사아야
- 이즈미 아스카
- 카사이 토모미
- 카와구치 하루나

- 카케이 미와코
- 카타세 미즈키
- 타니무라 미츠키
- 타치바나 하루카

## 같이 보기
- 일본의 아이돌 목록